# جوی آدامز
جوی آدامز (Joey Adams) (اسم هنگام تولد: جوزف آبرامویتز؛ ۶ ژانویه ۱۹۱۱ – ۲ دسامبر ۱۹۹۹) یک کمدین، هنرپیشه نمایش‌های چندگانه، گرداننده رادیویی، اجرا کننده در کلوب شبانه و نویسنده بود، کسی که در سال ۱۹۷۷ میلادی در کلوب New York Friars معرفی شد و کتاب Borscht Belt را در سال ۱۹۷۳ میلادی نوشت.

## اوان زندگی
آدامز «در براونزویل، دهکده یهودی نشین در زمان تولد او، بزرگ شد». آدامز پس از فارغ‌التحصیلی از مدرسه محلی دولتی، متوسطه و عالی، به کالج شهری نیویورک رفت اما قبل از فراغت آنجا را ترک کرد. او یک خواهر و سه برادر داشت.
پدرش ناتان آبرامویتز خیاط بود که بعداً به برانکس نقل مکان کرد.

## حرفه و زندگی متأهلی
او نامش را در سال ۱۹۳۰ میلادی به جوی آدامز تغییر داد و در سال ۱۹۵۲ میلادی با همسر دومش، سیندی آدامز، ازدواج کرد. جوی (کسی که «همسر اولش خواهر همسر والتر وینچل بود») برای چندین سال ستون مختص خنده را در نیویورک پست نوشت، همان روزنامه ایکه سیندی متولد ۱۹۳۰ در آن شهرت خود را به عنوان یک ستون نویس جامعه/ شایعات تثبیت کرد.
آدامز برای بیشتر از ۷۰ سال حرفه اش را پیش برد و اجراهایی را در کلوب‌های شبانه و نمایشات هنری انجام داد. او برای مدتی برنامه رادیویی خودش را میزبانی کرده و ۲۳ کتاب، از جمله «از خنده تا ثروت، کتاب جوک جویی آدامز»،‏ «کالری‌هایت را با خنده بریز دور»،‏ «در جاده با عمو سام»،‏ و «دائره المعارف شوخ‌طبعی»،‏، نوشت. کتاب «کتاب نقل‌وقول‌های ییل»، او را اولین کسی معرفی کرد که می‌گوید: «با چنین دوستانی، کی به دشمن نیاز دارد؟». او همچنین در سال ۱۹۵۱ میلادی یک برنامه آزمایشی بازی فروخته نشده به نام «جفت خود را بسنج»‏ را بر اساس برنامه رادیویی دهه ۱۹۵۰ با همان نام (که آن هم با میزبانی آدامز بود) میزبانی کرد.

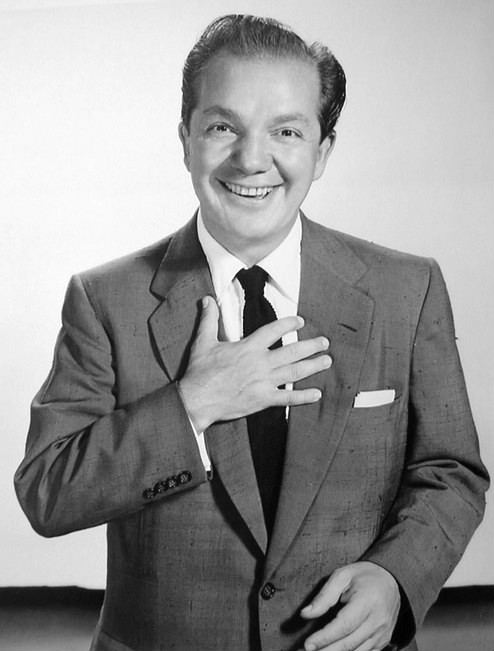
آدامز، هنگامی که میزبان برنامه رادیویی یک میلیون خرج کن بود، در ۱۹۵۴ میلادی.

او طی سال‌ها، حضورهای تلویزیونی زیادی، از جمله در «نمایش اد سولیوان»، برنامه‌های تلویزیونی هاوارد استرن دهه ۱۹۹۰، و «خط من چیه؟» داشت و در فیلم‌های «آواز در تاریکی»‏ (۱۹۵۶) میلادی، که در آن تولیدکننده اجرائی نیز بود، «نگران نباش، براش یک عنوان انتخاب می‌کنیم»‏ (۱۹۹۶)، و «طعمه خاموش»‏ (۱۹۹۷) حضور یافت. برای چندین سال او یک برنامه رادیویی را در WEVD در نیویورک میزبانی کرد.

## افتخارات
آدامز، که بعداً به عنوان رئیس AGVA معرفی شد، در سال ۱۹۶۳ میلادی، در تأمین مالی و سازماندهی یک برنامه متنوع تلویزیونی در ۵ آگست در برمنگهام، آلاباما کمک کرد، تا برای راهپیمایی ۲۸ آگست در واشینگتن برای کار و آزادی، کمک‌های مالی جمع‌آوری کند. آدامز صحنه را با سخنرانان و اجرا کنندگان متعددی از جمله مارتین لوتر کینگ جونیور، ری چارلز، دیک گریگوری، نینا سایمون، جو لوئیس، جانی ماتیس، جیمز بالدوین و شیرلز به اشتراک گذاشت.
آدامز برای کارهای مدنی اش، توسط رئسای جمهور و دولتمردان ایالات مورد تقدیر قرار گرفته و از دانشگاه شهر خود alma mater، دانشگاه کلمبیا، دانشگاه لانگ آیلند و دانشگاه نیویارک، دوکتورای افتخاری در کمیدی دریافت نمود.
او در کلوب New York Friars فعالیت داشت و رئیس انجمن هنرمندان متنوع آمریکا AVGA بود. او توسط شهردار رابرت اف واگنر جونیور با تقلید از ذهنیت مدنی فیوریلو لاگاردیا، بخاطر تلاش‌هایش در مبارزه با بزهکاری نوجوانان از طرف صندوق جوانان AGVA، به عنوان کمیسار جوانان برای شهر نیویارک گماشته شد. فرماندار نلسون راکفلر نیز او را تشویق کرد تا برنامه اش را در سراسر ایالت پخش کند و نهایتاً به سمت غربی کالیفرنیا نقل مکان کرد.

## مرگ
آدامز در ۲ دسمبر ۱۹۹۹ در شفاخانه سنت وینسنت در منهاتن، به عمر ۸۸ سالگی به اثر ایست قلبی درگذشت. مرثیه‌های او را همسرش و شهردار رودی جولیانی انجام دادند. مراسم در کلیسای یادبود ریورساید برگزار شد. همسرش جسد او را سوزاند.